# Elena Välbe
Elena Valer'evna Välbe nata Trubicyna (in russo Елена Валерьевна Вяльбе (Трубицына)?; traslitterazione anglosassone Yelena Valeryevna Välbe (Trubitsyna); Magadan, 20 agosto 1968) è una dirigente sportiva, allenatrice di sci nordico ed ex fondista russa, tra le più titolate nella storia della disciplina. Prima della dissoluzione dell'Unione Sovietica (1991) ha gareggiato per la nazionale sovietica; ai XVI Giochi olimpici invernali di Albertville 1992 ha fatto parte della squadra unificata.
Ha vinto cinque volte la classifica generale di Coppa del Mondo, sette medaglie olimpiche (tre ori e quattro bronzi) e diciassette medaglie (quattordici ori) ai Campionati mondiali. Ai Mondiali di Trondheim del 1997 riuscì nell'impresa di aggiudicarsi la medaglia d'oro in ciascuna delle cinque gare in programma nel fondo femminile, primato ineguagliato.

## Biografia

### Carriera sciistica
In Coppa del Mondo ha ottenuto il primo risultato di rilievo il 28 febbraio 1987 nella 5 km a tecnica libera di Lahti (8ª), il primo podio il 10 dicembre 1988 nella 5 km a tecnica libera di La Féclaz (3ª) e la prima vittoria il 14 dicembre successivo nella 15 km a tecnica libera di Campra. Oltre ad aver vinto la Coppa generale nel 1989, nel 1991, nel 1992, nel 1995 e nel 1997, si è classificata tre volte seconda (nel 1990, nel 1993 e nel 1996) e una volta terza (nel 1994). Nel 1997 ha vinto anche la Coppa del Mondo di lunga distanza e si è piazzata seconda in quella di sprint.
In carriera ha preso parte a tre edizioni dei Giochi olimpici invernali, Albertville 1992 (3ª nella 5 km, 3ª nella 15 km, 3ª nella 30 km, 3ª nell'inseguimento, 1ª nella staffetta), Lillehammer 1994 (6ª nella 15 km, 6ª nella 30 km, 1ª nella staffetta) e Nagano 1998 (17ª nella 15 km, 5ª nella 30 km, 1ª nella staffetta) e a cinque dei Campionati mondiali, vincendo diciassette medaglie. Ha chiuso la sua carriera agonistica ai Giochi di Nagano.

### Carriera dirigenziale e da allenatrice
Dopo il ritiro dalle competizioni è stata vicepresidente della Federazione sciistica della Russia dal 2004 al 2006; ai XX Giochi olimpici invernali di Torino 2006 è stata capo allenatrice della squadra russa.

## Bilancio della carriera
Nonostante i numerosi successi, non è mai riuscita ad aggiudicarsi un oro olimpico in una gara individuale: i tre ori al suo attivo sono arrivati tutti dalla staffetta 4x5 km. In Coppa del Mondo i suoi cinque successi in classifica generale rappresentano il primato in campo femminile. Ha vinto 45 gare individuali di Coppa, altro record che ha detenuto a lungo tra le donne, poi superato dalle norvegesi Marit Bjørgen e Therese Johaug e dalla polacca Justyna Kowalczyk.
Pur eccellendo in entrambi gli stili del fondo moderno, ha ottenuto i maggiori successi nella tecnica libera, interpretato con un mix di potenza e leggerezza che le è valso il soprannome di "Farfalla di Magadan".

## Vita privata
È stata moglie dell'estone Urmas Välbe, a sua volta fondista di alto livello.

## Palmarès

### Giochi olimpici invernali
- 7 medaglie:
  - 3 ori (staffetta[4] ad Albertville 1992; staffetta[4] a Lillehammer 1994; staffetta a Nagano 1998)
  - 4 bronzi (5 km[4], 15 km[4], 30 km[4], inseguimento[4] ad Albertville 1992)

### Mondiali
- 17 medaglie:
  - 14 ori (10 km TL[4], 30 km[4] a Lahti 1989; 10 km[4], 15 km[4], staffetta[4] a Val di Fiemme 1991; 15 km[4], staffetta[4] a Falun 1993; 30 km[4], staffetta[4] a Thunder Bay 1995; 5 km[4], 15 km[4], 30 km[4], inseguimento[4], staffetta[4] a Trondheim 1997)
  - 3 argenti (staffetta[4] a Lahti 1989; 30 km[4] a Val di Fiemme 1991; 15 km[4] a Thunder Bay 1995)

### Coppa del Mondo
- Vincitrice della Coppa del Mondo nel 1989, nel 1991, nel 1992, nel 1995 e nel 1997
- Vincitrice della Coppa del Mondo di lunga distanza nel 1997
- 78 podi (65 individuali, 13 a squadre[5]), oltre a quelli conquistati in sede olimpica o iridata e validi ai fini della Coppa del Mondo:
  - 45 vittorie (34 individuali, 11 a squadre)
  - 20 secondi posti (19 individuali, 1 a squadre)
  - 13 terzi posti (12 individuali, 1 a squadre)

#### Coppa del Mondo - vittorie
| Data             | Luogo                      | Paese            | Disciplina                                                         |
| ---------------- | -------------------------- | ---------------- | ------------------------------------------------------------------ |
| 14 dicembre 1988 | Campra                     | Svizzera         | 15 km TL                                                           |
| 7 gennaio 1989   | Kavgolovo                  | Unione Sovietica | 15 km TC                                                           |
| 11 marzo 1989    | Falun                      | Svezia           | 15 km TL                                                           |
| 20 febbraio 1990 | Val di Fiemme              | Italia           | 10 km TL                                                           |
| 2 marzo 1990     | Lahti                      | Finlandia        | 5 km TL                                                            |
| 15 dicembre 1990 | Davos                      | Svizzera         | 15 km TC                                                           |
| 19 dicembre 1990 | Les Saisies                | Francia          | 15 km PU                                                           |
| 5 gennaio 1991   | Minsk                      | Unione Sovietica | 30 km TC                                                           |
| 2 marzo 1991     | Lahti                      | Finlandia        | 15 km TL                                                           |
| 9 marzo 1991     | Falun                      | Svezia           | 15 km TL                                                           |
| 15 marzo 1991    | Oslo                       | Norvegia         | 5 km TL                                                            |
| 8 dicembre 1991  | Silver Star                | Canada           | 5 km TC                                                            |
| 14 dicembre 1991 | Thunder Bay                | Canada           | 5 km TL                                                            |
| 4 gennaio 1992   | Kavgolovo                  | Russia           | 15 km TC                                                           |
| 14 marzo 1992    | Vang                       | Norvegia         | 15 km TL                                                           |
| 9 gennaio 1993   | Ulrichen                   | Svizzera         | 10 km TC                                                           |
| 19 marzo 1993    | Štrbské Pleso              | Slovacchia       | 10 km TC                                                           |
| 11 dicembre 1993 | Santa Caterina di Valfurva | Italia           | 5 km TC                                                            |
| 18 dicembre 1993 | Davos                      | Svizzera         | 10 km TL                                                           |
| 27 novembre 1994 | Kiruna                     | Svezia           | 5 km TC                                                            |
| 14 dicembre 1994 | Tauplitzalm                | Austria          | 10 km TC                                                           |
| 17 dicembre 1994 | Sappada                    | Italia           | 15 km TL                                                           |
| 7 gennaio 1995   | Östersund                  | Svezia           | 30 km TL                                                           |
| 14 gennaio 1995  | Nové Město na Moravě       | Rep. Ceca        | 15 km TC                                                           |
| 15 gennaio 1995  | Nové Město na Moravě       | Rep. Ceca        | 4x5 km TC (con Ol'ga Danilova, Nina Gavryljuk e Larisa Lazutina)   |
| 28 gennaio 1995  | Lahti                      | Finlandia        | 4x5 km TL (con Ol'ga Zav'jalova, Nina Gavryljuk e Larisa Lazutina) |
| 5 febbraio 1995  | Falun                      | Svezia           | 10 km TL                                                           |
| 7 febbraio 1995  | Hamar                      | Norvegia         | 4x3 km TL (con Ol'ga Danilova, Nina Gavryljuk e Larisa Lazutina)   |
| 12 febbraio 1995 | Oslo                       | Norvegia         | 4x5 km (con Ol'ga Danilova, Larisa Lazutina e Nina Gavryljuk)      |
| 25 marzo 1995    | Sapporo                    | Giappone         | 15 km TL                                                           |
| 26 marzo 1995    | Sapporo                    | Giappone         | 4x5 km (con Nina Gavryljuk, Larisa Lazutina e Natal'ja Martynova)  |
| 9 dicembre 1995  | Davos                      | Svizzera         | 5 km TL                                                            |
| 13 dicembre 1995 | Brusson                    | Italia           | 10 km TL                                                           |
| 17 dicembre 1995 | Santa Caterina di Valfurva | Italia           | 4x5 km (con Larisa Lazutina, Nina Gavryljuk e Ljubov' Egorova)     |
| 13 gennaio 1996  | Nové Město na Moravě       | Rep. Ceca        | 10 km TC                                                           |
| 14 gennaio 1996  | Nové Město na Moravě       | Rep. Ceca        | 4x5 km (con Svetlana Nagejkina, Larisa Lazutina e Nina Gavryljuk)  |
| 4 febbraio 1996  | Reit im Winkl              | Germania         | Sprint TL                                                          |
| 23 novembre 1996 | Kiruna                     | Svezia           | 5 km TL                                                            |
| 15 dicembre 1996 | Brusson                    | Italia           | 4x5 km (con Nina Gavryljuk, Ol'ga Danilova e Ljubov' Egorova)      |
| 4 gennaio 1997   | Kavgolovo                  | Russia           | 15 km TL                                                           |
| 8 marzo 1997     | Falun                      | Svezia           | 5 km TL                                                            |
| 16 marzo 1997    | Oslo                       | Norvegia         | 4x5 km (con Ol'ga Danilova, Nina Gavryljuk e Svetlana Nagejkina)   |
| 7 dicembre 1997  | Santa Caterina di Valfurva | Italia           | 4x5 km (con Julija Čepalova, Larisa Lazutina e Ol'ga Danilova)     |
| 14 dicembre 1997 | Santa Caterina di Valfurva | Italia           | 4x5 km (con Svetlana Nagejkina, Larisa Lazutina e Ol'ga Danilova)  |
| 20 dicembre 1997 | Davos                      | Svizzera         | 15 km TC                                                           |

Legenda:

PU = inseguimento

TC = tecnica classica

TL = tecnica libera

## Riconoscimenti
Nel 1992 è stata premiata dalla Federazione sciistica della Norvegia con la Medaglia Holmenkollen, uno dei riconoscimenti più prestigiosi per gli sportivi dello sci nordico.